# Bahram I
Bahram I, italianizzato in Vararane e riportato anche nelle forme Vahram I (in medio persiano 𐭥𐭫𐭧𐭫𐭠𐭭) o Warahran I (... – settembre 274), fu il quarto sovrano dell'impero sasanide, rimasto al potere dal 271 al 274.
Era il figlio maggiore di Sapore I (al potere dal 240 al 270) e subentrò a suo fratello Ormisda I (regnante dal 270 al 271), che aveva regnato per un anno. Il nome teoforico Bahram viene dal medio persiano varahrän, "vittoria", ed è un riferimento alla omonima divinità Vahram.
Il mandato di Bahram I segnò la fine della tolleranza sasanide nei confronti del manicheismo; nel 274, grazie al sostegno dell'influente sacerdote zoroastriano Kartir, il monarca fece imprigionare e giustiziare Mani. Appassionato di combattimenti, cacce e feste, il suo regno non fu caratterizzato da eventi particolari e fu in gran parte tranquillo; gli successe suo figlio Bahram II.

## Nome
Il nome teoforico "Bahram" (بهرام یکم) è la versione in moderno persiano tratta dal pahlavi Warahrān (riportato anche come Wahrām), che deriva dall'antico iranico Vṛθragna. La versione equivalente in avestico era Verethragna, il nome dell'antico dio iranico della vittoria, mentre quella partica era *Warθagn. Il nome è stato traslitterato in greco come Baranes, mentre quella armena è Vahagn /Vrām. Bahram è attestato inoltre in georgiano come Baram e in latino come Vararanes.

## Biografia

### Primi anni

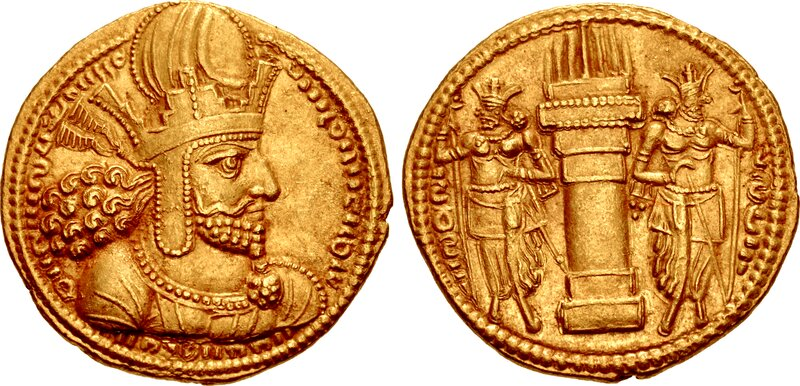
Dinaro d'oro di Sapore I

Bahram I era il figlio maggiore di Sapore I, il secondo scià dell'impero sasanide; egli aveva tre fratelli minori, ovvero Ormisda I, Narsete e Sapore di Meishan. Benché fosse il primogenito, Bahram I non figurava al primo posto tra i papabili successori al trono a causa delle umili origini di sua madre, essendo o una regina minore o una concubina. Durante il regno di Sapore, Bahram I assunse le vesti di governatore della regione di Gilan appena conquistata, situata sulla sponda sud-occidentale del Mar Caspio. Egli deteneva il titolo di Gelan Shah ("re di Gilan"). Bahram è menzionato in un'iscrizione riportata sul Ka'ba-ye Zartosht a Naqsh-e Rostam, vicino a Persepoli, nell'Iran meridionale, che Sapore I aveva creato per lodare i suoi figli citando i loro nomi e titoli. Più nello specifico, è citato per primo col nome di «Bahrām Gēlān Šāh» («Bahram re di Gēlān»). tale informazione è anche confermata dal bassorilievo di Naqš-e Rajab, scolpito per celebrare l'elezione di Ardashir I, in cui Bahram è posto di fronte alla divinità di cui porta il nome. Anche i motivi raffiguranti il cinghiale nella iconografia reale, come nei sigilli e nella corona, sono probabilmente un riferimento alla yazata (divinità dello zoroastrismo) della vittoria. Vi è poi una scultura nella roccia di Bahram I che riceve il diadema reale dal dio supremo zoroastriano Ahura Mazdā, situata nell'antica città di Bishapur.
Sapore I morì nel 270 e gli successe Hormizd-Ardashir, divenuto semplicemente noto come Ormisda I, che regnò dal maggio 270 fino alla sua morte, avvenuta nel giugno 271. Bahram I, che non fu mai considerato un candidato papabile alla successione al trono dal suo padre, ascese grazie all'aiuto del potente sacerdote zoroastriano Kartir. In seguito fece un accordo con Narsete, che accettò di rinunciare alla sua pretesa sulla massima carica in cambio del governatorato dell'importante provincia di frontiera dell'Armenia, che fu costantemente fonte di conflitti tra i romani e i Sasanidi. È tuttavia probabile che, nonostante questo accordo, Narsete considerasse Bahram alla stregua di un usurpatore.

### Regno

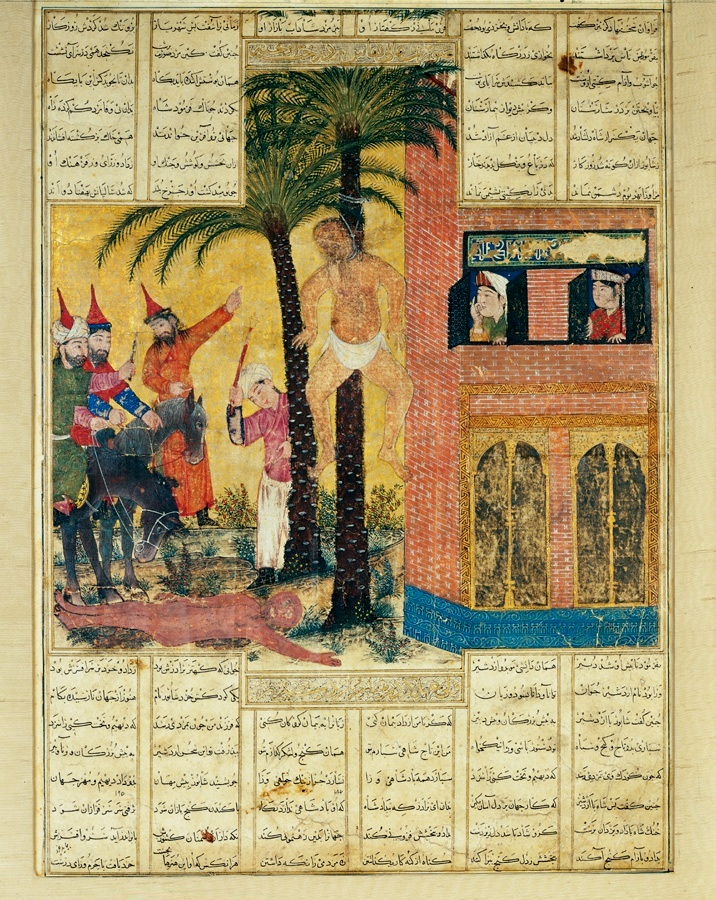
Un'illustrazione del XIV secolo dell'esecuzione di Mani

I precedenti scià sasanidi, incluso Sapore I, avevano perseguito una politica di tolleranza religiosa nei confronti delle minoranze non zoroastriane nell'impero. Pur ammirando gli insegnamenti della propria religione e incoraggiando il clero zoroastriano, Sapore I consentì a ebrei, cristiani, buddisti e indù di praticare liberamente le proprie fedi. Egli tesse anche relazioni amichevoli con Mani, il fondatore del manicheismo, a cui venne permesso di predicare agire liberamente e persino di partecipare alle spedizioni militari di Sapore. Dopo l'ascesa al trono di Bahram I, il clero zoroastriano assunse un potere molto elevato e la crescente influenza di Kartir si rivelò palpabile per diverso tempo. Quando Mani giunse nella città di Gundishapur una grande calca si ammassò a ridosso delle mura, allo stesso modo dell'ingresso di Gesù a Gerusalemme. A seguito delle proteste causate da Kartir e dagli altri sacerdoti zoroastriani, Bahram I si convinse a imprigionare Mani, che fu condannato a morte nel 274.
La morte di Mani fu seguita dalla persecuzione dei suoi seguaci da parte di Kartir e del clero zoroastriano, che si mossero contro le minoranze religiose del regno per aumentare e diffondere la propria influenza. Agli occhi dell'élite religiosa zoroastriana, Mani appariva un filosofo imprevedibile e un pagano minaccioso, che aveva un giudizio critico sullo zoroastrismo, essendo stato contaminato da ideali ebraici, buddiste e cristiane. Con il sostegno di Bahram I, Kartir e gli altri sacerdoti gettarono le basi per rendere lo zoroastrismo la religione di Stato, circostanza che rese Bahram meritevole di lodi nelle fonti sasanidi, le quali parlano di un «re benevolo e degno». A giudizio di Skjærvø, Bahram I era comunque, come i suoi predecessori, un «tiepido zoroastriano».
Bahram I morì nel settembre 274 e gli successe suo figlio Bahram II. Un altro discendente di Bahram I, Ormisda I Kushanshah, si pose a capo degli Indo-sasanidi a est, guidando altresì in seguito una ribellione contro Bahram II, la quale però fallì. La linea di Bahram I continuò a governare l'impero sasanide fino al 293, quando Narsete rovesciò il nipote di quest'ultimo, Bahram III, e si proclamò nuovo scià. La stirpe regnante traslò così verso Narseh e i suoi discendenti, che continuarono a governare l'impero fino alla sua caduta, avvenuta nel 651.

## Monetazione
Sotto Bahram I, la parte posteriore delle monete tornò ad assumere l'aspetto della versione coniata durante il regno di Sapore I, con due servitori che danno le spalle al Tempio del Fuoco, anziché guardarlo frontalmente. La parte anteriore dei denari di Bahram I lo mostra con indosso una caratteristica corona della divinità Mitra, ovvero un copricapo decorato con punte a forma di raggio. Si pensa che una delle monete emesse durante il mandato di Bahram scoperte dagli archeologi fu coniata a Balkh, in Battriana, circostanza che la renderebbe la prima dell'impero sasanide (e non indo-sasanide) emessa in un territorio anticamente compreso nell'impero Kusana; risulta dunque plausibile affermare che quella regione appariva sotto il controllo di Bahram I durante il suo regno.

## Aspetto e personalità

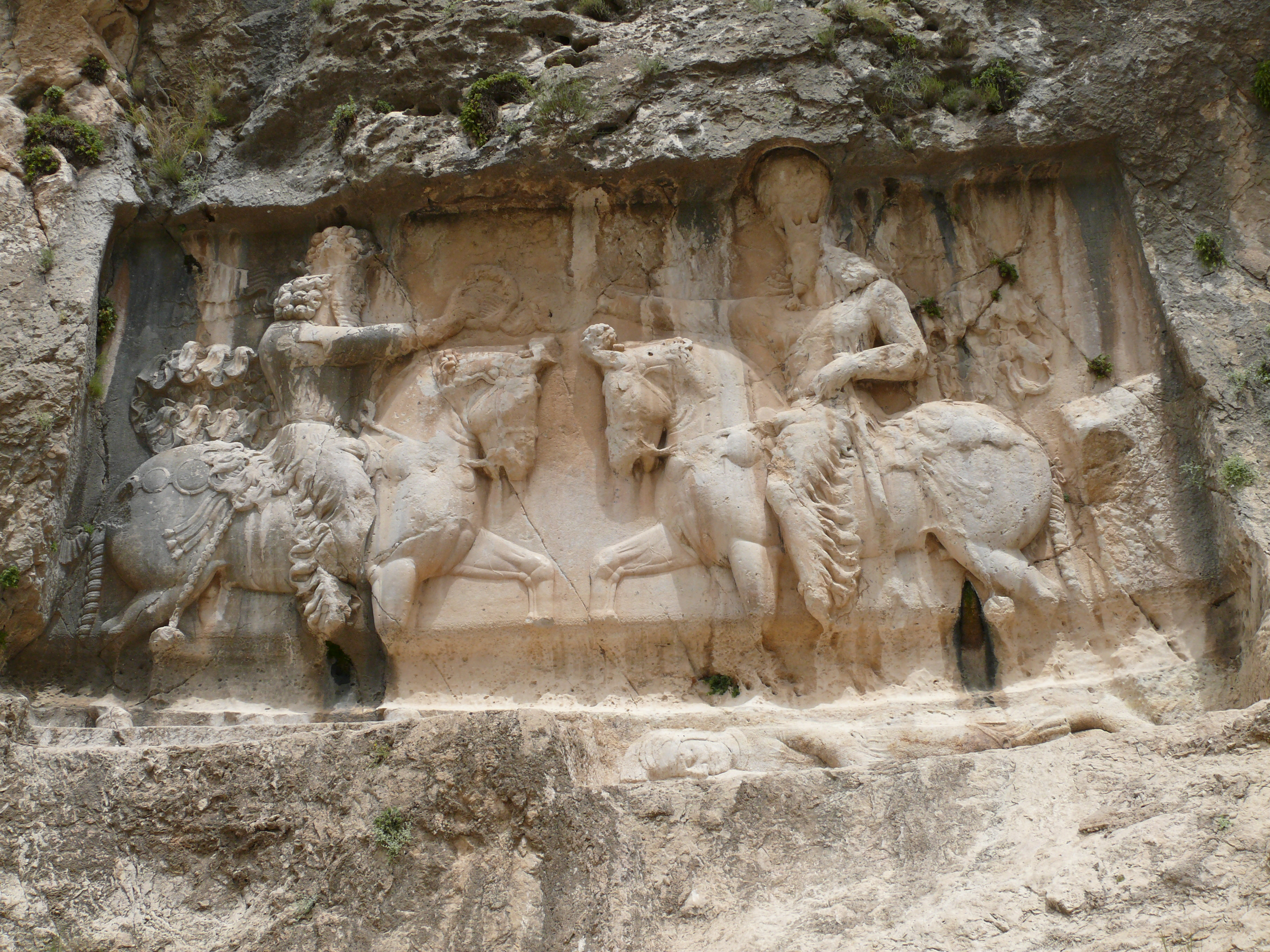
La scultura nella roccia di Bahram I che riceve il diadema reale dal dio supremo zoroastriano Ahura Mazdā, nell'antica città di Bishapur

L'ormai perduto Libro dei ritratti dei re sasanidi raffigurava Bahram I «in piedi, con una lancia nella mano destra e appoggiato a una spada tenuta nella sinistra, e con indosso un abito rosso e dei pantaloni e una corona d'oro sormontata da un globo celeste».
Appassionato di combattimenti, cacce e feste, egli considerava queste occasioni come avvenimenti degni di ogni lode.